# Olmedillos
Olmedillos o Santo Cristo de los Olmedillos es un despoblado de la provincia de Soria, partido judicial de Soria ,  Comunidad Autónoma de Castilla y León, España. Es una granja de Velilla de la Sierra, de la comarca de Soria.

## Historia
No aparece recogido en el censo de Pecheros de 1528, en el que no se contaban eclesiásticos, hidalgos y nobles.
A la caída del Antiguo Régimen la localidad se constituye en municipio constitucional, entonces conocido como 'Velilla de la Sierra y Olmedillos' en la región de Castilla la Vieja, partido de Soria que en el censo de 1842 contaba con 50 hogares y 212 vecinos.

## Lugares de interés
- Ermita del Santo Cristo de Olmedillos, situada en el Monte del Cristo, a unos cuatro kilómetros al sur de Velilla de la Sierra y próxima a la antigua estación de ferrocarril de Velilla, en las que participan vecinos de la localidad y de los términos colindantes como Renieblas y Ventosilla de San Juan.